# Amphianthus laevis
Amphianthus laevis is een zeeanemonensoort uit de familie Hormathiidae.
Amphianthus laevis is voor het eerst wetenschappelijk beschreven door Carlgren in 1938.